# 카이리 세인
호조 카이리(일본어: 宝城カイリ/Kairi Hojo, 1988년 9월 23일 ~ )은 본명은 호우사코 카오리(일본어: 宝迫香織/Kaori Housako)다. WWE 이름이 카이리 세인(일본어: カイリ・セイン/Kairi Sane)이라는 링네임을 가지고 있다. 일본의 여자 프로레슬링선수다. 2012년 프로레슬링 입문으로 밝히는 바다. 키는 155cm( (5 ft 1 in))에다가몸무게는 52kg(115 lb)이다. 2012년 프로레슬링 입문으로 스타덤에서 이름이 호조 카이리(일본어: 宝城カイリ/Kairi Hojo)로 WWE에서도 수행한다. WWE 등장 전에는 루차 언더그라운드에서 같은 일본인 선수 2명과 함께 활동했는데 이때 이름은 도쿠(Doku)다. 피니쉬는 인세인 엘보우(다이빙 엘보우 드롭), 이카리/더 앵커(브릿지 크로스-레그 보스턴 크랩), 런닝 래리어트로 사용을 한다. 시그니처 기술은 사일칠삼(브릿지 게도 클러치), 엘라베마 슬램(더블 레그 슬램), 에프케이이/플라잉 카부키 엘보우(스프링보드 엘보우 스매쉬), 인터샙터(스피어), 마린 스파이크(다이빙 더블 풋 스톰프), 슬라이딩 디(슬라이딩 포어암 스매쉬)로 사용을 한다. 그리고 2021년 10월 3일 WWE 떠나다가 2023년 11월 5일 WWE 크라운 주얼 2023에서 등장을 했다. 일본 야마구치 히카리시에서 태어났다. 그러나 이 같은 경우 대미지 컨트룰이라는 WWE 스테이블만 들어갔다. 

## In wrestling
- Finishing moves
  - Ikari / The Anchor (Bridging cross-legged boston crab) - 2012-present
  - Insane Elbow / Seven Seas (Diving elbow drop, with theatrics) -  2012-present
  - Running lariat - 2012-present
- Signature moves
  - 4173 (Bridging gedo clutch)
  - Alabama Slam / Tokyo Slam (Double leg slam)
  - Diving headscissors
  - Dropkick
  - FKE / Flying Kabuki Elbow (Springboard elbow smash)
  - Interceptor (Spear)
  - Marine Spike (Diving double foot stomp to a tree of woe-hung opponent)
  - Running Blockbuster (Running somersault neckbreaker slam)
  - Running high-impact elbow smash, with theatrics
  - Scissors kick
  - Side slam
  - Sliding D (Sliding forearm smash to an opponent seated in the corner, with marching theatrics) - adopted from Masato Tanaka
- Nicknames
  - "Onna Kaizoku"
  - "People's Champ"
  - "Pirate Princess"
- Tag teams and stables
  - Damage Ctrl
  - The Kabuki Warriors
- Entrance themes
  - "Last Voyage" by kuritaka (Stardom; 2012-2017; 2022)
  - "Ready Go" by 4Minute (Stardom; 2013-2015; used as a member of Nanae Takahashi)
  - "One and Only" by Io Shirai, Mayu Iwatani & Kazuhiro Kojima (Stardom; 2011-2017; used as a member of Mayu Iwatani)
  - "New Adventure" by Must Save Jane (WWE NXT; 2017-2018)
  - "The Next Voyage" by CFO$ (WWE NXT/WWE; 2018-2021)
  - "Warriors" by CFO$ (WWE; 2019-2021; used as a member of The Kabuki Warriors)
  - "Last Voyager ~ for Championship" by kuritaka (Stardom; 2022-2023)
  - "We Got the Rage" by Def Rebel (WWE; 2023-2024; used as a member of Damage Ctrl)
  - "I Took the Power" by Def Rebel (WWE; 2024; used as a member of Damage Ctrl)
  - "The Next Voyage (edit)" by CFO$ (WWE; 2023-2024)
  - "Reigning Warriors" by Def Rebel (WWE; 2024-present; used as a member of The Kabuki Warriors)
  - "Voyager" by Def Rebel (WWE; 2024-present)
  - "Still the Baddest" by Def Rebel feat. Yuka Niiyama (WWE; 2024-present; used as a member of Damage Ctrl)

## 수상
- IWGP 월드 위민스웨이트 챔피언 (1회)
- IWGP 월드 위민스웨이트 챔피언 토너먼트 (2022)
- 랭크드 넘버 10 오브 더 탑 100 피멜 싱글즈 레슬링 인 더 PWI 위민스 100 인 2017 언드 2018
- 랭크드 넘버 9 오브 더 탑 50 태그팀 인 더 PWI 태그팀 50 인 2020 - 아스카
- 랭크드 넘버 8 인 더 탑 10 위민스 레슬링 인 2018 - 새이나 베이즐러
- 월드 오브 스타덤 챔피언 (1회)
- 원더 오브 스타덤 챔피언 (1회)
- 가디스 오브 스타덤 챔피언 (3회) - 쇼츠키 나츠미 (1회), 타카하시 나나에 (1회), 비토 히코 (1회)
- 아티스트 오브 스타덤 챔피언 (4회) - 요네하마 카오리 앤 유히 (1회), 첼시 앤 코쿠마 (1회), 시라이 이오 앤 이와타니 마유 (1회), 미무라 히로미 앤 코나미 (1회)
- 파이브★스타 GP (2015)
- 가디스 오브 스타덤 태그 리그 (2016) - 비토 요코
- 파이브★스타 GP 베스트 매치 어워즈 (2014) - 타카하시 나나에 2014년 8월 24일
- 베스트 매치 어워즈 (2014) - 타카하시 나나에 VS 세라 리사 앤 타쿠미 이로사 2014년 12월 23일
- 베스트 태그팀 어워즈 (2014) - 타카하시 나나에
- 베스트 태그팀 어워즈 (2016) - 비토 요코
- MVP 어워즈 (2015)
- 아웃스탠딩 퍼포먼스 어워즈 (2013)
- 테크닉 어워즈 (2016)
- 메이 영 클래식 (2017)
- WWE 월드 NXT 위민스웨이트 챔피언 (1회)
- WWE 월드 위민스 태그팀웨이트 챔피언 (2회) - 아스카
- WWE NXT 이열-엔드 어워즈 (1회)
  - 위민스 태그팀 오브 더 탑 이열즈 (2019) - 아스카